# Carte P. Goodwin
Carte P. Goodwin (ur. 27 lutego 1974) – amerykański polityk, senator Stanów Zjednoczonych ze stanu Wirginia Zachodnia, mianowany na to stanowisko w lipcu 2010 roku po śmierci wieloletniego senatora Roberta Byrda.